# Emesaya brevipennis
Emesaya brevipennis är en insektsart som först beskrevs av Thomas Say 1832.  Emesaya brevipennis ingår i släktet Emesaya och familjen rovskinnbaggar.

## Underarter
Arten delas in i följande underarter:
- E. b. brevipennis
- E. b. australis
- E. b. occidentalis